# Xinghai
Xinghai (chiń. 兴海县; pinyin: Xīnghǎi Xiàn; tyb. ཤིན་ཧའེ་རྫོང་, Wylie shin ha'e rdzong) – powiat w środkowych Chinach, w prowincji Qinghai, w prefekturze autonomicznej Hainan. W 1999 roku liczył 55 251 mieszkańców.